# Viking Classic Birmingham 2021
Viking Classic Birmingham 2021 byl tenisový turnaj pořádaný jako součást ženského okruhu WTA Tour, který se odehrával na otevřených travnatých dvorcích v Edgbaston Priory Clubu. Probíhal mezi 14. až 20. červnem 2021 v anglickém Birminghamu jako třicátý devátý ročník turnaje. V roce 2020 se neuskutečnil pro přerušení sezóny v důsledku koronavirové pandemie.
Turnaj s rozpočtem 235 238 dolarů patřil do kategorie WTA 250. Nejvýše nasazenou hráčkou ve dvouhře se stala světová sedmnáctka Elise Mertensová z Belgie, kterou na úvod vyřadila Ajla Tomljanovićová ve třech setech zakončených tiebreaky. Jako poslední přímá účastnice do dvouhry nastoupila 89. tenistka žebříčku, Češka Kristýna Plíšková.
Dvouhru vyhrála Ons Džabúrová, která se na okruhu WTA Tour stala vůbec první arabskou a tuniskou šampionkou singlového turnaje. Čtyřhru ovládly Češky Marie Bouzková s Lucií Hradeckou, které i na druhém společně odehraném turnaji postoupily do finále. Poprvé se tak stalo na zelené antuce Volvo Car Open 2021. Bouzková získala premiérovou trofej na túře WTA.

## Rozdělení bodů a finančních odměn

### Rozdělení bodů
| Soutěž  | vítězky | finalistky | semifinalistky | čtvrtfinalistky | 16 v kole | 32 v kole | Q  | Q2 | Q1 |
| ------- | ------- | ---------- | -------------- | --------------- | --------- | --------- | -- | -- | -- |
| dvouhra | 280     | 180        | 110            | 60              | 30        | 1         | 18 | 12 | 1  |
| čtyřhra | 280     | 180        | 110            | 60              | 1         | —         | —  | —  | —  |

### Finanční odměny
| Soutěž                                | vítězky  | finalistky | semifinalistky | čtvrtfinalistky | 16 v kole | 32 v kole | Q2      | Q1      |
| ------------------------------------- | -------- | ---------- | -------------- | --------------- | --------- | --------- | ------- | ------- |
| dvouhra                               | 29 800 $ | 16 398 $   | 10 100 $       | 5 800 $         | 3 675 $   | 2 675 $   | 1 950 $ | 1 270 $ |
| čtyřhra                               | 10 300 $ | 6 000 $    | 3 800 $        | 2 300 $         | 1 750 $   | —         | —       | —       |
| částky ve čtyřhře jsou uváděny na pár |          |            |                |                 |           |           |         |         |

## Ženská dvouhra

### Nasazení
| Stát                           | Hráčka             | WTA | Nasazení |
| ------------------------------ | ------------------ | --- | -------- |
| Belgie                         | Elise Mertensová   | 15. | 1.       |
| Tunisko                        | Ons Džabúrová      | 26. | 2.       |
| Chorvatsko                     | Donna Vekićová     | 36. | 3.       |
| Rusko                          | Darja Kasatkinová  | 37. | 4.       |
| Lotyšsko                       | Jeļena Ostapenková | 44. | 5.       |
| Čína                           | Čang Šuaj          | 46. | 6.       |
| Francie                        | Fiona Ferrová      | 51. | 7.       |
| Česko                          | Marie Bouzková     | 52. | 8.       |
| Žebříček WTA k 31. květnu 2021 |                    |     |          |

### Jiné formy účasti
Následující hráčky obdržely divokou kartu do hlavní soutěže:
- Harriet Dartová
- Francesca Jonesová
- Samantha Stosurová

Následující hráčky postoupily z kvalifikace:
- Vitalija Ďjačenková
- Giulia Gatto-Monticoneová
- Tereza Martincová
- Caty McNallyová
- Coco Vandewegheová
- Wang Ja-fan

### Odhlášení
před zahájením turnaje
- Paula Badosová → nahradila ji  Nina Stojanovićová
- Coco Gauffová → nahradila ji  Sie Šu-wej
- Johanna Kontaová → nahradila ji  Camila Giorgiová
- Anett Kontaveitová → nahradila ji  Leylah Fernandezová
- Světlana Kuzněcovová → nahradila ji  Heather Watsonová
- Magda Linetteová → nahradila ji  Viktorija Golubicová
- Anastasija Sevastovová → nahradila ji  Marta Kosťuková
- Jil Teichmannová → nahradila ji  Ajla Tomljanovićová
- Jelena Vesninová → nahradila ji  Kristina Mladenovicová
- Wang Čchiang → nahradila ji  Polona Hercogová
- Čeng Saj-saj → nahradila ji  Anastasija Potapovová

## Ženská čtyřhra

### Nasazení
| Stát                                                                       | Hráčka               | Stát             | Hráčka           | WTA | Nasazení |
| -------------------------------------------------------------------------- | -------------------- | ---------------- | ---------------- | --- | -------- |
| Čínská Tchaj-pej                                                           | Sie Šu-wej           | Belgie           | Elise Mertensová | 5.  | 1.       |
| Čínská Tchaj-pej                                                           | Čan Chao-čching      | Čínská Tchaj-pej | Latisha Chan     | 42. | 2.       |
| Kanada                                                                     | Gabriela Dabrowská   | Čína             | Čang Šuaj        | 54. | 3.       |
| USA                                                                        | Caroline Dolehideová | USA              | Caty McNallyová  | 80. | 4.       |
| Žebříček WTA k 31. květnu 2021; číslo je součtem umístění obou členek páru |                      |                  |                  |     |          |

### Jiné formy účasti
Následující páry obdržely divokou kartu do hlavní soutěže:
- Naiktha Bainsová /  Tereza Martincová
- Sarah Beth Greyová /  Emily Webleyová-Smithová

### Odhlášení
před zahájením turnaje
- Dalila Jakupovićová /  Sabrina Santamariová → nahradily je  Harriet Dartová /  Heather Watsonová
- Magda Linetteová /  Alicja Rosolská → nahradily je  Jeļena Ostapenková /  Alicja Rosolská
- Bethanie Matteková-Sandsová /  Sania Mirzaová → nahradily je  Tara Mooreová /  Eden Silvaová

## Přehled finále

### Ženská dvouhra
- Ons Džabúrová vs.  Darja Kasatkinová, 7–5, 6–4

### Ženská čtyřhra
- Marie Bouzková /  Lucie Hradecká vs.  Ons Džabúrová /  Ellen Perezová 6–4, 2–6, [10–8]

## Galerie

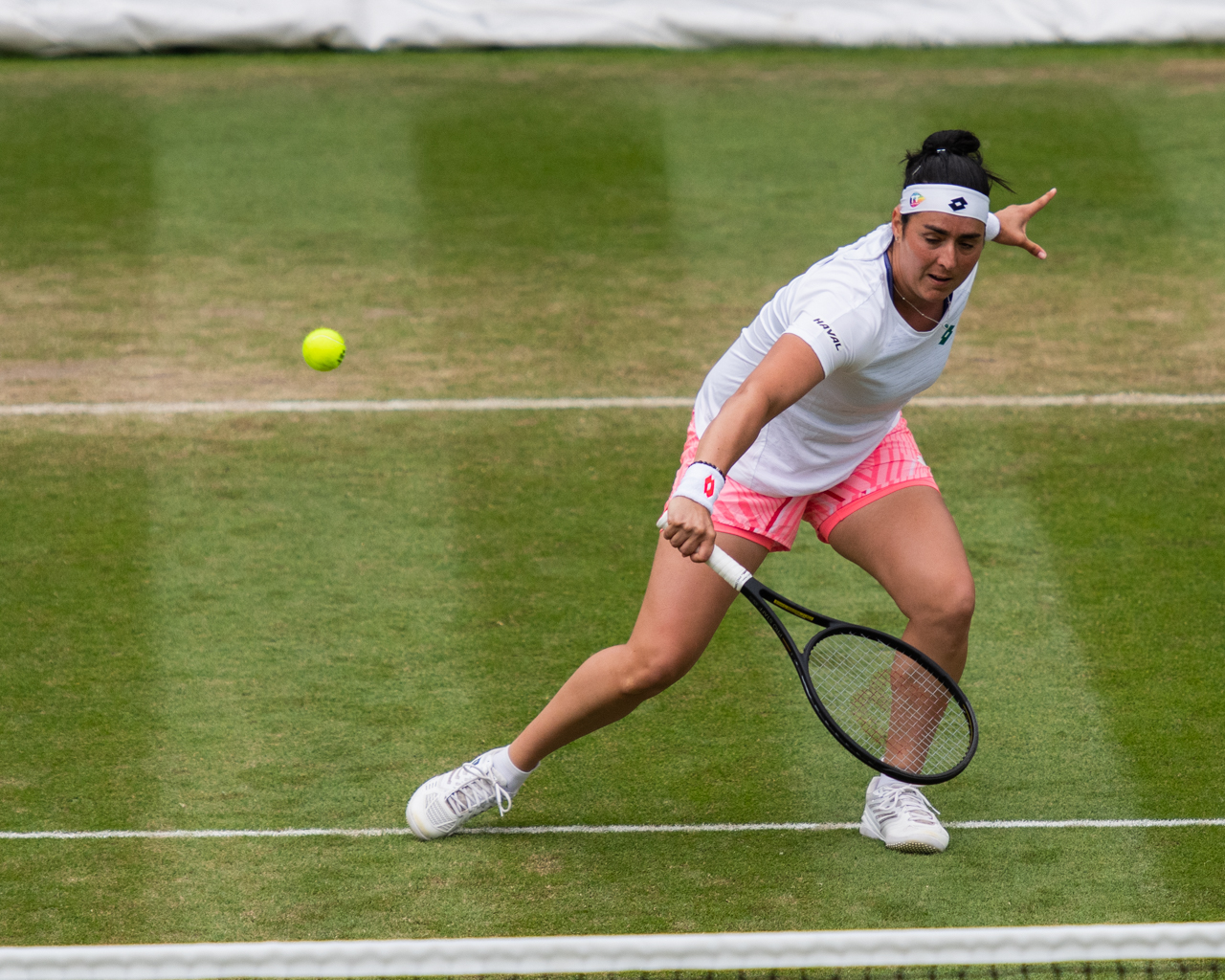
Ons Džabúrová
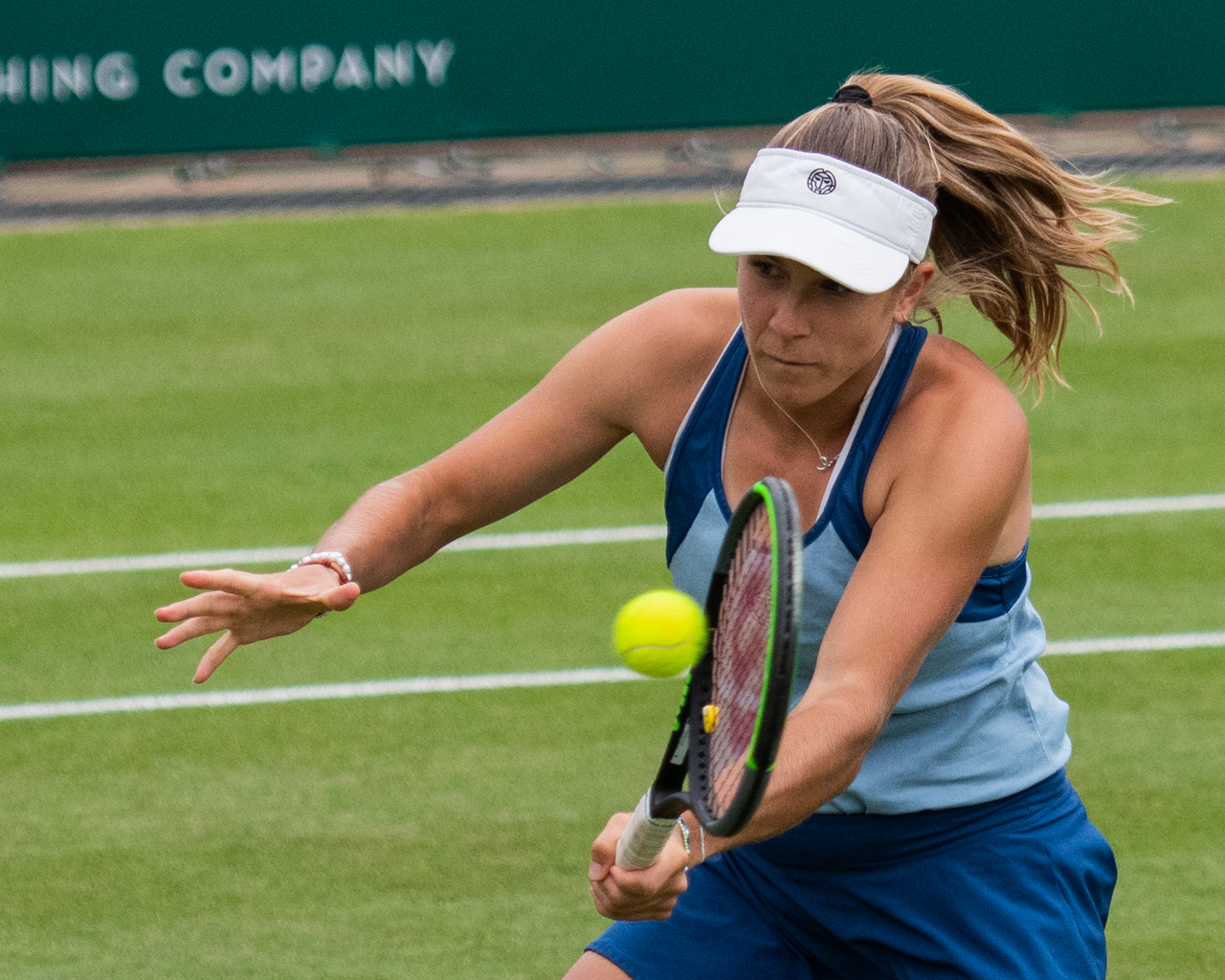
Ellen Perezová
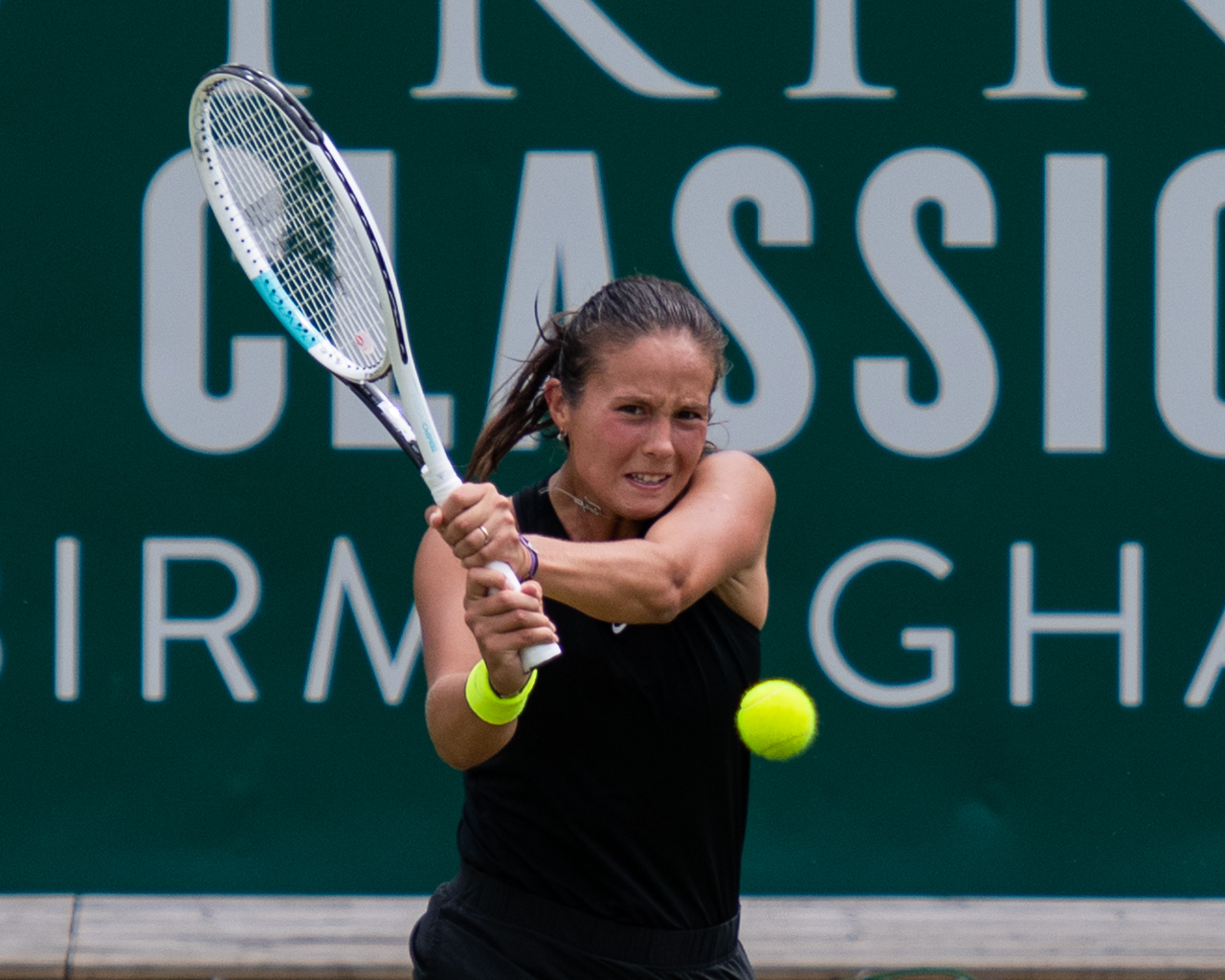
Darja Kasatkinová
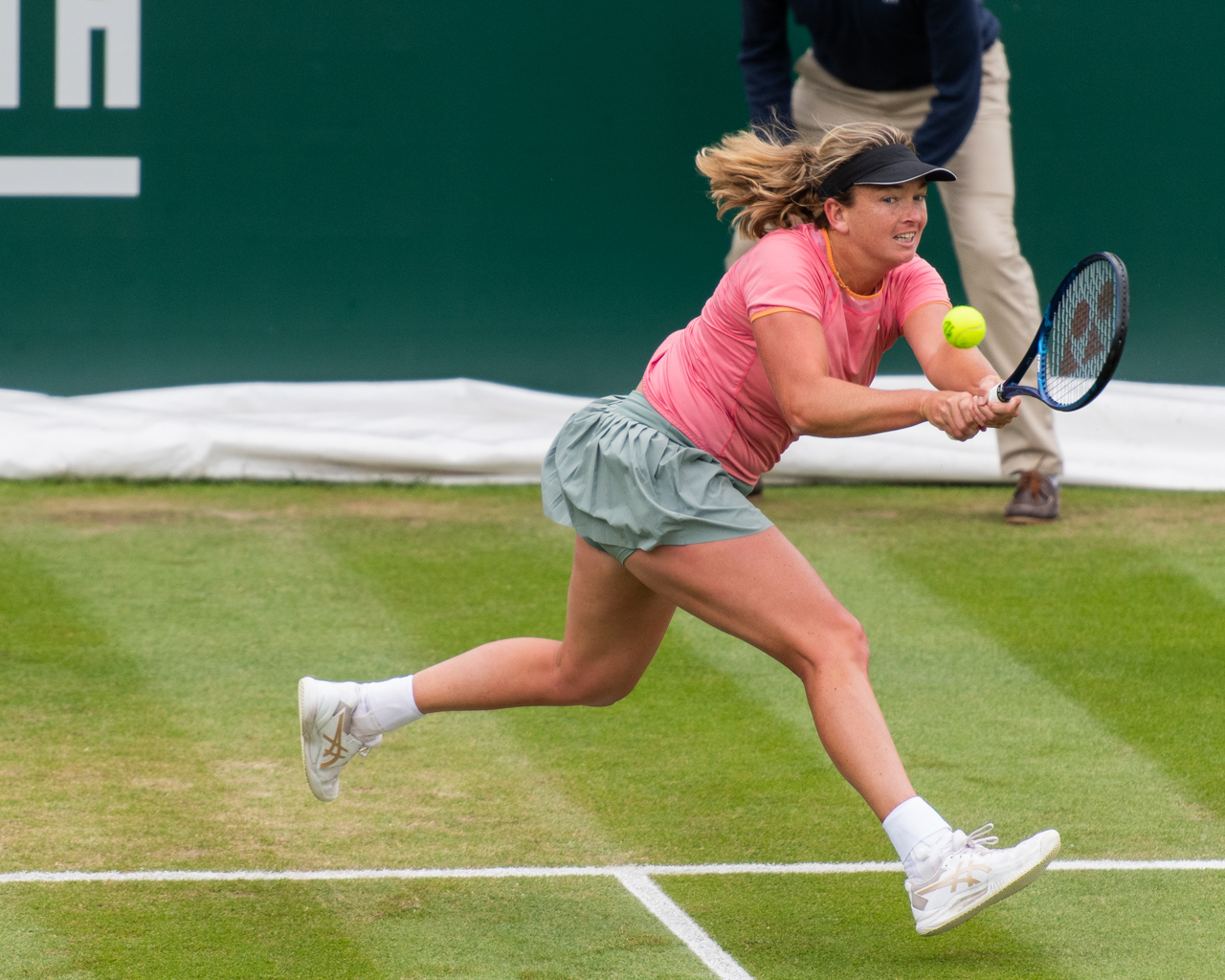
Coco Vandewegheová
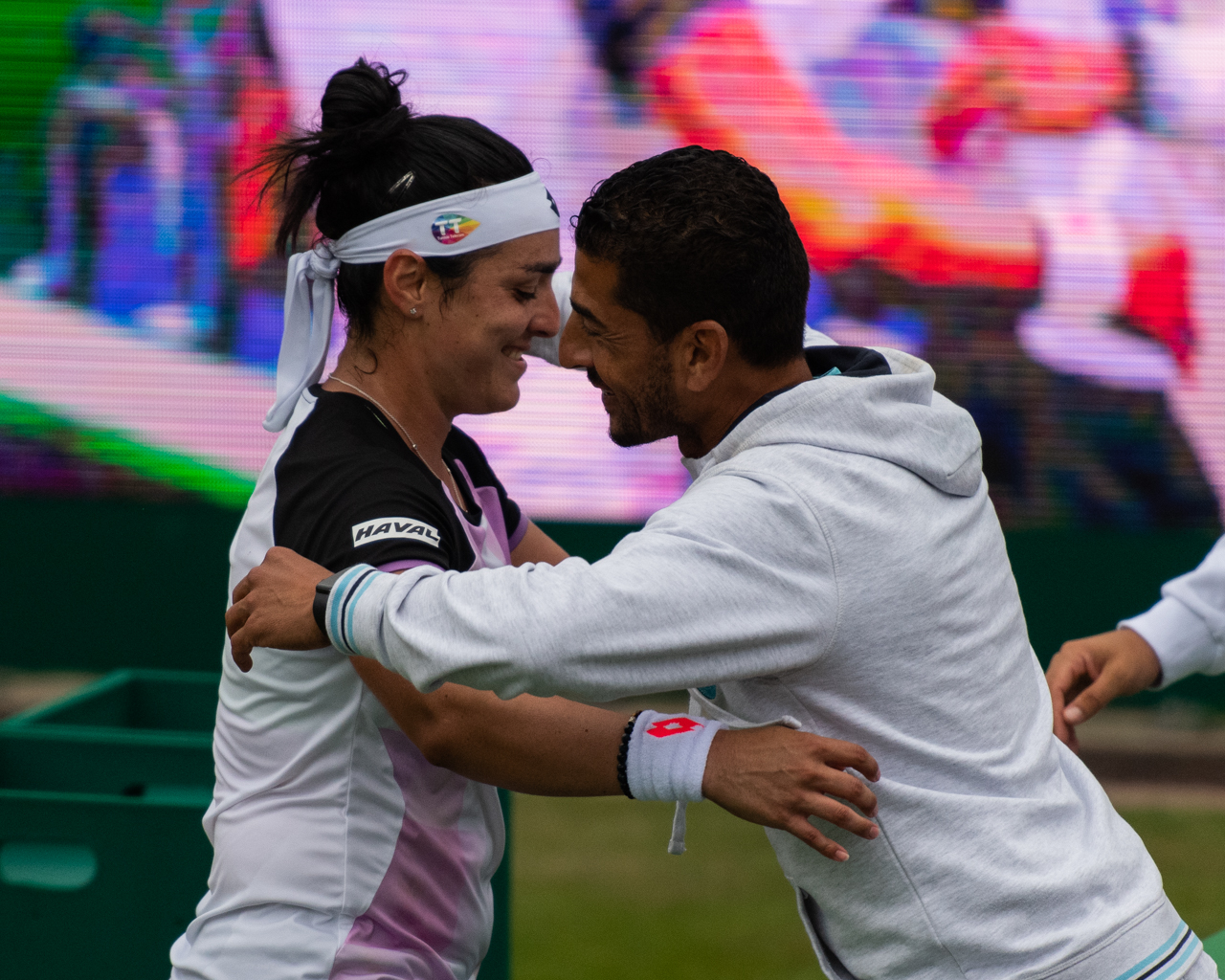
Ons Džabúrová po výhře